# Alberto Carrera Torres
Alberto Carrera Torres, según su fe de bautismo, nació el 23 de abril de 1887 en el Rancho Sichú, en el municipio de Tula (Tamaulipas), y murió fusilado el 16 de febrero de 1917 en Ciudad Victoria, Tamaulipas, México. Fue maestro rural de primeras letras, estudiante de leyes y aguerrido militar revolucionario.
Fue el hermano mayor de los también generales revolucionarios Francisco Carrera Torres, Antonio Carrera Torres, Fausto Carrera Torres y Benito  Carrera Torres. Realizó sus estudios primarios en la escuela Benito Juárez, de Tula, Tamaulipas.

## Constitucionalismo
Desde 1905 se afilió al Partido Liberal Mexicano y desde entonces dio asesoría jurídica a los desamparados. Se adhirió al Movimiento Político Maderista en 1909. Perseguido, encarcelado y torturado drásticamente en una pierna, en 1910 se levantó en armas en la zona limítrofe entre Tamaulipas y San Luis Potosí. A fines de 1910 organizó el "Ejército Libertador de Tamaulipas", y tomó la villa de Tula Tamaulipas el 21 de mayo de 1911.
Durante la Decena Trágica, se levantó en armas contra Victoriano Huerta, y operó en las mismas regiones. Al poco tiempo sus fuerzas se integraron en el Cuerpo de Ejército del Noreste, destacando su participación en las tomas de Tampico, San Luis Potosí y Guanajuato. Después de la caída de Victoriano Huerta fue enviado a licenciar a las fuerzas federales de Mérida y de Quintana Roo, además de enfrentar las rebeliones de los contrarrevolucionarios.

## Convencionalismo
Poco después apoyó a la Convención de Aguascalientes y luchó contra el constitucionalismo por el control de Ciudad Victoria y Tampico; lugares en donde fue derrotado. Se mantuvo en armas por un tiempo, en alianza con Saturnino Cedillo, Cleofas Cedillo y Magdaleno Cedillo. A principios de 1916 fue aprehendido por el general Luis Caballero y a pesar de que estaba amnistiado y había cedido sus fuerzas a su hermano Francisco Carrera Torres, fue fusilado en el panteón municipal de Ciudad Victoria el 16 de febrero de 1917. Fue sepultado en la Rotonda de los Tamaulipecos Ilustres de Ciudad Victoria.
El 4 de marzo de 1913 expidió una Ley Ejecutiva de Reparto de Tierras (primer ordenamiento legal agrario en México) en la villa de Cerritos, San Luis Potosí. Su agrarismo por poco le cuesta la vida durante la gobernatura de Cepeda, siendo salvado por la intervención de Gustavo Adolfo Madero.